# Leptinatella
Leptinatella is een monotypisch mosdiertjesgeslacht uit de familie van de Calloporidae en de orde Cheilostomatida. De wetenschappelijke naam ervan is in 2000 voor het eerst geldig gepubliceerd door Cook & Bock.

## Soort
- Leptinatella gordoni Cook & Bock, 2000